# PF (mått)
pF är ett mått på markvattnets tryckpotential (tension) som används inom markvetenskap. pF-värdet är 10-logaritmen av det negerade värdet av vattnets tryckpotential ({\displaystyle \psi _{T}}) uttryckt i hektopascal eller centimeter vattenpelare.
{\displaystyle \mathrm {pF} =\log _{10}(-\psi _{T})}
Värdet på {\displaystyle \psi _{T}} är alltid negativt ovanför grundvattenytan, vilket är anledningen till minustecknet i uttrycket. pF-värden används mest i vattenbindningskurvor, även kallade pF-kurvor, för att beskriva markens kapillaritet.
Uttrycket pF infördes 1935 av britten R. K. Schofield (1901–1960).